# Кувечичи
Куве́чичи (укр. Куве́чичі) — село Черниговского района Черниговской области Украины, центр сельского Совета. Население 623 человека.
Расположено на берегу реки Свишень.
Код КОАТУУ: 7425584101. Почтовый индекс: 15512. Телефонный код: +380 462.

## История
В селе Кувечичи 6 февраля 1943 г. отряд гитлеровских карателей сжёг заживо 174 человека. Установлен памятник на братской могиле 150 воинов, погибших осенью 1943 года от полученных в боях за освобождение Черниговской области ран.

## Власть
Орган местного самоуправления — Кувечицкий сельский совет. Почтовый адрес: 15512, Черниговская обл., Черниговский р-н, с. Кувечичи, ул. Первомайская, 1.

## Галерея

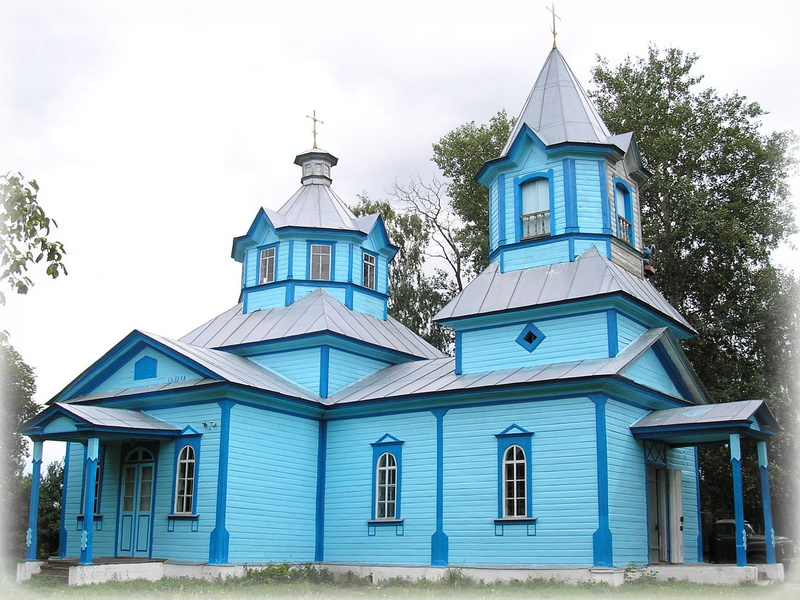
Церковь Святого Духа, 19 в. постройки
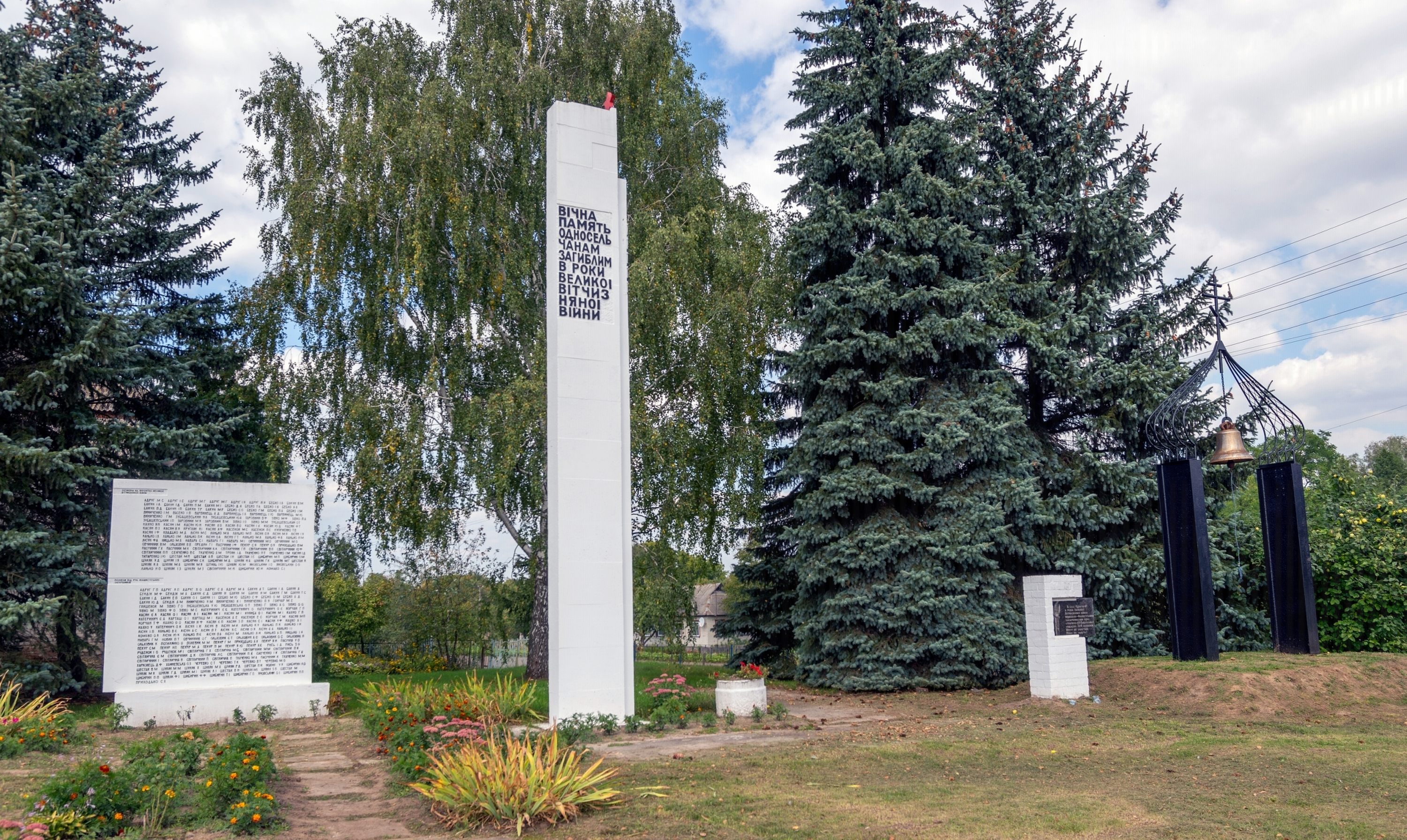
Памятник советским воинам, погибшим в Великой Отечественной войне